# ノコギリエイ
ノコギリエイ（学名：Pristis pristis）は、ノコギリエイ科に分類されるエイの一種。標準和名オオノコギリエイ。熱帯および亜熱帯の沿岸地域、淡水に生息する。個体数が激減しており、現在は絶滅の危機に瀕している。

## 分類と名称
Pristis pristis、インド洋と西太平洋の P. microdon、東太平洋と大西洋の P. perotteti は歴史的にかなりの混乱を引き起こしてきたが、2013年に発表された証拠により、形態学的および遺伝学的差異がないため、 3種は同種であることが明らかになった。その結果、P. microdon と P. perotteti は P. pristis のシノニムとして扱われるようになった。NADHデヒドロゲナーゼ遺伝子の解析に基づくと、ノコギリエイには大西洋、インド洋と西太平洋、東太平洋の3つの主要な系統がある。学名の Pristis（属名と種小名）は、ギリシア語で「のこぎり」を意味する言葉に由来する。
英名にはcommon sawfish（今日ではあまり一般的ではない）、wide sawfish、freshwater sawfish、river sawfish、Leichhardt's sawfish（ルードヴィヒ・ライヒハルトに由来）、northern sawfishなどがある。
和名ノコギリエイはもともと日本産のAnoxypristis cuspidata（スベスベノコギリエイ）に与えられていたが、1997年にA. cuspidataが日本近海には分布しないものとされ、ノコギリエイは当時分布が確認されていたP. microdonの和名とする説が提唱された。一方で2024年にA. cuspidataがかつて日本に分布していた地域絶滅種であることが報告され、P. pristisには改めて標準和名オオノコギリエイが提唱された。

## 形態
全長は最大で7.5 mに達する可能性があるが、確認されている最大の個体は西アフリカで漁獲された全長7 mのものであった。1951年にテキサス州のガルベストンで捕獲された個体は、正式な計測はされていないが、フィルムの映像から、同様の大きさであると推定されている。今日ではほとんどの個体ははるかに小さく、典型的な全長は2 - 2.5 mである。大型の個体は500 - 600 kg、あるいはそれ以上の体重になることもある。
第一背鰭は腹鰭より前方から始まり、胸鰭は比較的長く、先端が角張っており、小さな尾鰭下葉がある。他のノコギリエイ科の種では、第一背鰭は腹鰭と同じかその後ろから始まり、他のノコギリエイ属の種は、胸鰭は短く先端はあまり尖らず、尾鰭下葉は非常に小さいか、まったく無い。ノコギリエイの吻幅は、その長さの15 - 25％で、他のノコギリエイ類と比較して比較的幅広く、両側に均等に離れた14 - 24本の吻歯がある。ノコギリエイは生涯に時々吻歯を失うが、再生されない。正確な吻歯の数は、実際の数と失われた吻歯の跡から分かる。平均して、雌は雄よりも吻が短く、吻歯の数も少ない。吻の長さは年齢によっても異なり、平均的に全長の約27％であるが、幼魚では最大30％で、成魚では最小で20 - 22％になる。
背面は一般的に灰色から黄褐色で、鰭は明るい黄色を帯びていることが多い。淡水域の個体は、血液により赤みがかった色をしていることがある。腹面は灰色から白色である。

## 分布と生息地
世界中の熱帯および亜熱帯の沿岸地域に生息するが、淡水にも進出し、海から1,340 km離れた川でも記録されている。東大西洋ではモーリタニアからアンゴラまで分布していた。地中海からの古い報告（最後のものは1950年代後半かその直後）があり、これらは通常迷魚とみなされていたが、記録の調査により、この海域に繁殖個体群がいたことが強く示唆されている。西大西洋の分布域はウルグアイからカリブ海およびメキシコ湾までであった。米国のいくつかの州からの報告があるとされるが、調査によるとテキサス州のものが明確に本種であり、特にフロリダ州産と主張されているもののいくつかは、他の国から輸入された可能性がある。東太平洋の分布域はペルーからメキシコのマサトランまでであった。歴史的には南アフリカからアフリカの角、インド、東南アジア、オーストラリア北部にかけてインド太平洋に広く分布していた。その分布域は720万km2近くに達し、他のノコギリエイ類よりも広かったが、歴史的分布域の多くから姿を消した。
成魚は主に河口や水深25 mまでの海水域で見られるが、大部分は10 m未満で見られる。オオノコギリエイ、グリーンソーフィッシュ、ヒメノコギリエイよりも淡水への親和性が高い。ニカラグア湖に生息するノコギリエイは、その一生のほとんど、あるいは全てを淡水域で過ごしているように見えるが、標識調査によると、少なくとも一部は湖と海の間を移動している。飼育下での研究では、年齢に関係なく、塩水と淡水の両方で長期的に繁栄することができ、塩水から淡水への順応はその逆よりも速いことが示されている。飼育下では、後ろ向きに泳ぐなど機敏な動きをすることが知られており、胸鰭を使って水面からジャンプすることができる。全長1.8 mの個体は、高さ5 mまでジャンプした。これは、川を遡上する際に中規模の滝や急流を超えるための適応である可能性がある。砂、泥、シルト質の底で見られる。水温は24 - 32℃を好み、19℃以下になると致命的となる。

## 生態
性成熟は7 - 10歳で、全長が約2.8 - 3 mになる。卵胎生であり、繁殖は季節的で、正確な時期は地域によって異なる。成熟した雌は1 - 2年に1回繁殖し、妊娠期間は約5ヶ月で、母親は生まれた地域に戻って自分の子供を産むという兆候がある。1回の出産で1 - 13尾、平均7尾の仔が生まれ、出生時の全長は72 - 90 cmである。河口近くの塩水または汽水で生まれ、仔エイは生まれて3 - 5年間は淡水域で過ごし、時には400 kmも上流に移動する。アマゾン川流域では、さらに上流からも報告されており、全長2 mに達する若い個体がほとんどである。時折、若い個体が洪水時に湖沼で孤立し、何年もそこで生きることがある。ノコギリエイの寿命は不明だが、30年、35年、44年、80年と推定される。
魚類、軟体動物、甲殻類を食べる肉食魚である。吻は獲物を探すために海底をかき回すのにも、魚の群れを切るのにも使われる。特に若いノコギリエイでは、ワニや大型のサメに食べられることがある。通常大人しく、人間には無害だが、捕獲されたときにノコギリで身を守ろうとすると、周りの人間は重傷を負うことがある。

## 人との関わり

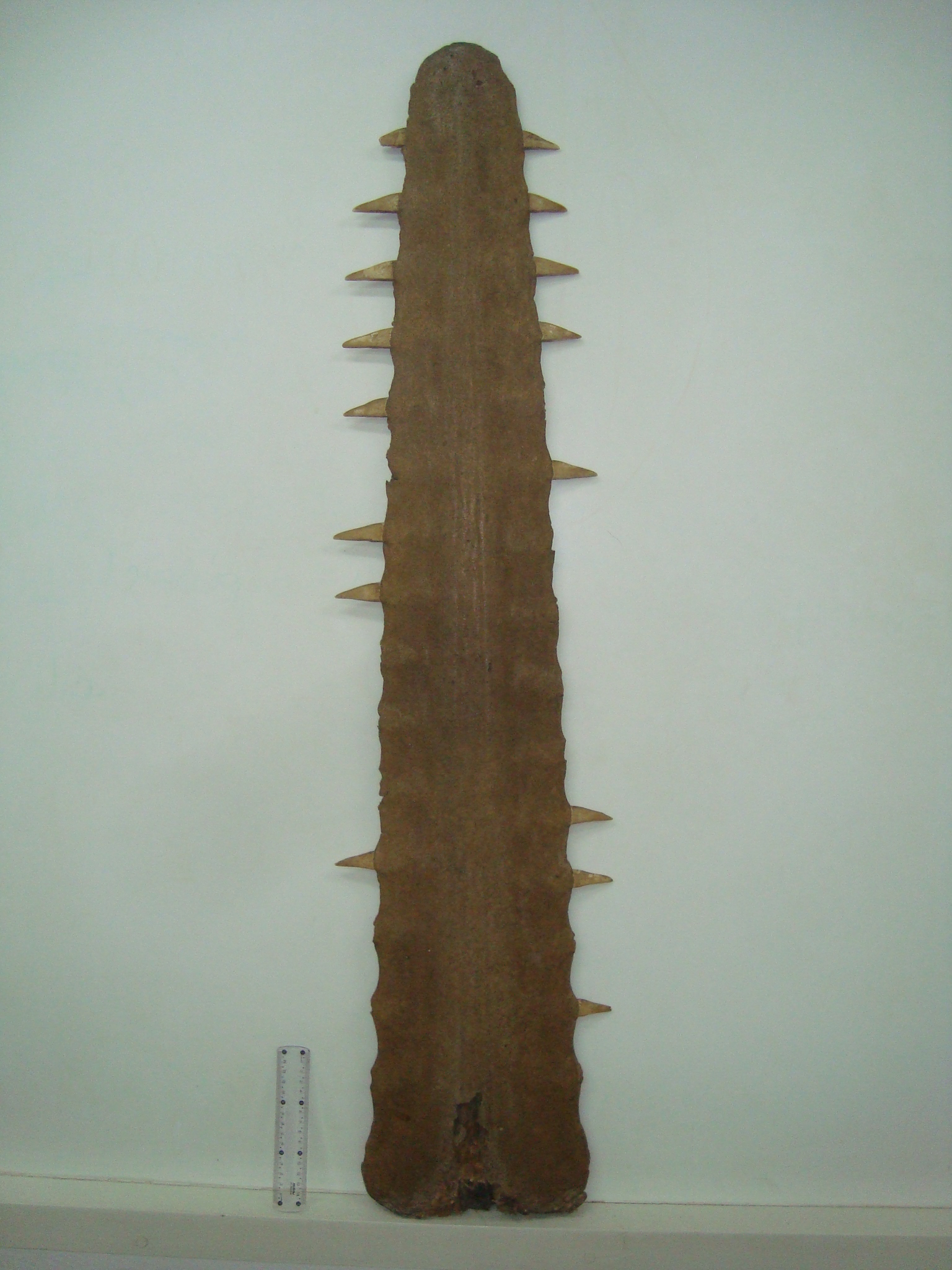
数本の吻歯が欠けたノコギリエイの吻

かつては豊富に生息していたが、現在では激減しており、IUCNによって近絶滅種とされている。主な脅威は乱獲だが、生息地の喪失も問題となっている。ふかひれと吻はどちらも非常に価値が高く、肉は食用として使われる。ノコギリ状の吻は、特に漁網に絡まりやすい。かつては肝油のために乱獲されたこともあった。ナイジェリア南部のニジェール・デルタ地域では、ノコギリエイはイジョ語および周辺言語でオキと呼ばれ、伝統的に狩猟の対象となっており、吻は仮面舞踊で使われる。
かつて生息していた多くの地域から絶滅している。歴史的に記録がある75ヶ国のうち、28ヶ国で絶滅し、27ヶ国でも絶滅した可能性があり、確実に今も生息しているのは20ヶ国のみである。面積で言えば、元の生息範囲の39%でのみ確実に生き残っている。ノコギリエイの比較的健全な個体群が残っているのはオーストラリアのみであり、これはインド太平洋全体で、十分な大きさで残っている最後の個体群である可能性があるが、その個体数も減少している。インド太平洋の他の場所では、東アフリカ、インド亜大陸、パプアニューギニア沖では非常に少ない数ではあるが現在も生息しており、東太平洋では中米、コロンビア、ペルー北部沖で生き残っている。東南アジアでノコギリエイが生き残っているかどうかは一般に不明だが、絶滅したと考えられていたフィリピンでは2014年に1匹が捕獲された。大西洋の分布域の多くから姿を消し、まだ生息している場所でも減少している。この地域でおそらく最大の個体群はアマゾン川河口だが、もう一つの重要な個体群は中央アメリカのサンファン川水系である。かつてはサンファン川水系のニカラグア湖に豊富に生息していたが、1970年代に数万匹が捕獲されたことでこの個体群は急速に減少した。ニカラグアでは1980年代初頭から保護されているが、現在でも湖では希少であり、計画中のニカラグア運河によって脅かされている。西アフリカでは、ビジャゴ諸島が最後に残った拠点とされることが多いが、地元民へのインタビューによると、ビジャゴ諸島のノコギリエイも現在希少である。
本種を含めたノコギリエイ科魚類は2007年にワシントン条約の附属書Iに加えられ、国際取引が制限されるようになった。海水魚としては初めて、2003年にアメリカ海洋漁業局により絶滅の危機に瀕する種の保存に関する法律による絶滅危惧種への指定が試みられたが、却下された。しかし、2011年には P. perotteti として絶滅危惧種に指定された。分類の変更を受けて、2014年12月に P. pristis に更新された。ノコギリエイ類はオーストラリアと米国で保護されており、多くの保全プロジェクトが開始されているが、ノコギリエイは米国における最後に確認された記録が1961年にテキサス州ヌエセスで確認されたものであり、おそらく現在は絶滅している。さらに、バングラデシュ、ブラジル、ギニア、インド、インドネシア、マレーシア、メキシコ、ニカラグア、セネガル、南アフリカでも一定の保護を受けているが、違法漁業は続いており、漁業法の執行が不十分な場合が多く、これらの国のいくつかではすでに絶滅している。
水族館でも最も一般的なノコギリエイ類であり、シノニム P. microdon として展示されることも多い。2014年に北米の水族館で16個体（雄10尾、雌6尾）、2013年にヨーロッパの水族館で5個体（雄3尾、雌2尾）、2017年にオーストラリアの水族館で13個体（雄6尾、雌7尾）が飼育されている。アジア地域の水族館でも飼育されている。日本では登別マリンパークニクスに1個体、アクアパーク品川に1個体、伊勢シーパラダイスに1個体が飼育されている。かつては京急油壺マリンパーク、志摩マリンランド、しながわ水族館でも飼育されていた。